# Nußbaum (Solingen)
Nußbaum ist eine Ortslage im Stadtteil Aufderhöhe der bergischen Großstadt Solingen. Von diesem Ort, der mittlerweile im geschlossenen Wohngebiet zwischen Aufderhöher Busbahnhof und dem Börkhauser Feld aufgegangen ist, hat die Nußbaumstraße ihren Namen.

## Lage und Beschreibung
Der Ort liegt im Einmündungsbereich der heutigen Nußbaumstraße und der heutigen Straße Höher Heide. Dort befindet sich heute auch die Bushaltestelle Höher Heide  der Buslinie 691 der Stadtwerke Solingen. Die ursprünglichen Gebäude sind heute in der geschlossenen Bebauung der beiden Straßen vorwiegend mit Einfamilienhäusern vollständig aufgegangen und nicht mehr als eigenständiger Wohnplatz erkennbar. Benachbarte Ortslagen sind bzw. waren (von Nord nach West): Börkhaus, Auenberg, Siebels, Löhdorf, Aufderhöhe, Teschenhöhe, Josefstal, Kesselsweiher, Höher Heide, Haalsiepen und Pohligshof. 

## Etymologie
Zu der Namensgebung findet sich bei Brangs der Hinweis, dass Ortslagen und Hofschaften oft nach einem einzelnen Baum in der Umgebung benannt worden sind, im Falle von Nußbaum wohl ein einzelner Nussbaum.

## Geschichte
Nußbaum entstand vermutlich im 19. Jahrhundert auf der Basis eines Einzelhauses südlich der Straße von Aufderhöhe nach Tränke. Diese Straße bildete bis Haalsiepen auch die Stadtgrenze zwischen Merscheid (ab 1891 Ohligs genannt) und Höhscheid. Der Ort erscheint erstmals in der Preußischen Uraufnahme von 1844 als Nuſsbaum bezeichnet. In der Topographischen Karte des Regierungsbezirks Düsseldorf von 1871 ist der Ort hingegen nicht verzeichnet. Er erscheint erst in der Preußischen Neuaufnahme von 1893 als Nussbaum benannt sowie in der Karte Stadt- und Landkreis Solingen des Landmessers August Hofacker von 1898 ebenfalls als Nussbaum benannt. Nußbaum gehörte der Bürgermeisterei Höhscheid an, die 1856 zur Stadt erhoben wurde.
Mit der Städtevereinigung zu Groß-Solingen im Jahre 1929 wurde Nußbaum ein Ortsteil Solingens. Von dem Ortsnamen abgeleitet erhielt die am Ort vorbeiführende Verbindungsstraße bereits vor der Städtevereinigung den Namen Nußbaumstraße. Das relativ dünn besiedelte Gebiet des heutigen Stadtteils Aufderhöhe wurde ab der zweiten Hälfte des 20. Jahrhunderts eine der bevorzugten Wohnlagen in Solingen. Begünstigt haben diese Entwicklung die ausreichende Verfügbarkeit von geeignetem Bauland, die im Vergleich zu den übrigen Stadtteilen weniger zerklüftete Topographie sowie die Nähe zu der Anschlussstelle Solingen an die Autobahn 3 bei Landwehr. In den 1950er Jahren begann die durchgehende bauliche Erschließung der Nußbaumstraße, im dabei entstandenen geschlossenen Wohngebiet ist Nußbaum vollständig aufgegangen.